# Brian Kobilka
Brian Kobilka (Little Falls, 30 maggio 1955) è un biochimico statunitense, vincitore del premio Nobel per la chimica nel 2012, assieme allo statunitense Robert Lefkowitz, per i loro studi sui recettori cellulari accoppiati a proteine G.
Kobilka si è occupato in particolare della determinazione della struttura tridimensionale dei recettori β2 adrenergici tramite l'utilizzo della cristallografia a raggi X.

## Infanzia e studi
Kobilka ha frequentato la St. Mary's Grade School a Little Falls (Minnesota), una parte della diocesi cattolica romana di Saint Cloud. Si è poi diplomato alla Little Falls High School. Ha conseguito una laurea in Biologia e Chimica presso l'University of Minnesota - Duluth e ha conseguito la laurea in Medicina e Chirurgia, con lode, presso la Yale University School of Medicine. Dopo il completamento della sua specializzazione in medicina interna presso il Barnes-Jewish Hospital della Washington University School of Medicine di St.Louis, Missouri, Kobilka ha lavorato nella ricerca come borsista post-dottorato sotto Robert Lefkowitz alla Duke University, dove ha iniziato a lavorare sulla clonazione del β2- recettore adrenergico. Kobilka si è trasferito a Stanford nel 1989. È stato ricercatore dell'Howard Hughes Medical Institute (HHMI) dal 1987 al 2003.

## Lavoro di Ricerca
Kobilka è meglio conosciuto per le sue ricerche sulla struttura e l'attività dei recettori accoppiati a proteine G (GPCR); in particolare, il lavoro del laboratorio di Kobilka ha determinato la struttura molecolare del recettore β2-adrenergic receptor. Questo lavoro è stato molto citato da altri scienziati perché i GPCR sono obiettivi importanti per le terapie farmaceutiche, ma notoriamente difficili da lavorare con la cristallografia a raggi X (X-ray crystallography).. Prima, la rodopsina era l'unico recettore accoppiato alla proteina G in cui la struttura era stata determinata ad alta risoluzione. La struttura del recettore β2-adrenergico fu presto seguita dalla determinazione della struttura molecolare di molti altri recettori accoppiati a proteine G.
Kobilka ha ricevuto nel 1994 il premio John J. Abel per la farmacologia dell'American Society for Pharmacology and Experimental Therapeutics. Il suo lavoro sulla struttura del GPCR è stato nominato "runner-up" per il premio "Breakthrough of the Year" 2007 da Science. Il lavoro è stato, in parte, sostenuto dal premio Javits Neuroscience Investigator Award 2004 di Kobilka dell'Istituto nazionale di disturbi neurologici e ictus. Ha ricevuto il Premio Nobel per la Chimica nel 2012 con Robert Lefkowitz per il suo lavoro sui recettori accoppiati a proteine G. Nel 2017, Kobilka ha ricevuto il Golden Plate Award dell'American Academy of Achievement.

## Vita privata
Kobilka proviene da Little Falls, nel Minnesota centrale. Sia suo nonno Felix J. Kobilka (1893-1991) che suo padre Franklyn A. Kobilka (1921-2004) erano fornai nativi di Little Falls. La nonna di Kobilka, Isabelle Susan Kobilka (nata Medved, 1891–1980), apparteneva alle famiglie Medved e Kiewel di immigrati prussiani, che dal 1888 possedevano lo storico birrificio Kiewel a Little Falls. Sua madre è Betty L. Kobilka (nata a Faust nel 1930).
Kobilka ha incontrato sua moglie Tong Sun Thian, una donna cinese-malese, presso l'Università del Minnesota Duluth. Hanno due figli, Jason e Megan Kobilka e sono cattolici praticanti.